# Grondsnelheid
De grondsnelheid (ground speed, GS) is de snelheid van een vliegtuig of schip ten opzichte van het aardoppervlak. In het geval van een vliegtuig kan de grondsnelheid beduidend verschillen van de luchtsnelheid, dat wil zeggen de snelheid ten opzichte van de omringende lucht, afhankelijk van de heersende wind. Bij schepen kan door stroming de vaart over de grond ook aanmerkelijk verschillen van de vaart door het water.